# Termoplast
Termoplaster är uppbyggda av linjära eller förgrenade polymerer som hålls ihop med hjälp av intermolekylära bindningar (van der Waals-bindningar, vätebindningar, dipolbindningar och jonbindningar). Termoplaster kan smältas utan att den kemiska strukturen bryts ned (till skillnad från härdplaster, som inte kan smältas utan att strukturen förstörs). Termoplaster samlas därför in för återvinning.
I princip kan en termoplast smältas och omarbetas till nya produkter ett obegränsat antal gånger. Dock bryts materialets långa molekylkedjor med tiden ned av värme, syre i luften, solbestrålning och kemiska föroreningar. Detta resulterar i att det får sämre och sämre egenskaper för varje omsmältning.
Termoplaster är viskoelastiska, de mekaniska egenskaperna beror på tid och temperatur. De står tillsammans för ca 80 % av den totala plastproduktionen. [källa behövs] Därav utgörs 70 % av polyeten, polypropen, polystyren och polyvinylklorid. [källa behövs]
Exemplen på detaljer av termoplast är otaliga. Några exempel är höljen till TV-mottagare, datorskärmar, videokameror, mobiltelefoner samt rör, lister och kabelisolering.
Tidigare gällde att detaljer av termoplast inte klarade lika höga temperaturer som produkter av härdplast. Detta gäller inte i dag. Nu finns det enstaka termoplaster som klarar väl så höga temperaturer som härdplaster. Tidigare gällde också att endast detaljer av härdplast kunde förses med armering. Inte heller detta gäller i dag, då såväl härdplaster som termoplaster kan armeras.
När det gäller att bearbeta plast till färdiga detaljer strävar man sedan 60-talet konsekvent att, där så är möjligt, övergå från härdplast till termoplast. En anledning är att termoplasterna ofta är lättare och billigare att hantera vid bearbetningen. En annan är att bearbetning av härdplaster kan vara miljöstörande. Ett viktigt skäl är också svårigheten att återvinna produktionsspill från härdplasttillverkningen.

## Typer av termoplaster
- Olefinplaster
  - Polyeten (PE)
  - Polypropen (PP)
- Vinylplaster
  - Polyvinylklorid (PVC, Mipolam)
  - Vinylacetatplast (PVAC)
  - Vinylidenkloridplast (PVDC)
- Polystyren (PS)
  - SAN-plast
  - ABS-plast
- Akrylplaster
  - Polymetylakrylat (PMMA, Plexiglas)
- Polyoximetylen (POM, Acetal, Delrin)
- Polyamid (PA, nylon)
- Polyetentereftalat (PET)
- Polytetrafluoreten (PTFE, Teflon)
- Polykarbonat (PC)
- Modifierad fenyloxenplast (PPO/SB)
- Sulfonplaster
- Polyfenylensulfid (PPS)
- Aryleterketonplaster
- LC-plaster
- Cellulosaplaster
- Stärkelsebaserade plaster